# NGC 4494
NGC 4494 è una galassia ellittica nella costellazione della Chioma di Berenice.
Si individua poco ad est del centro del grande ammasso aperto della Chioma di Berenice, Mel 111, 2,5 gradi a SSE della stella γ Comae Berenices; appare come una galassia ellittica vista di faccia, per cui appare di forma circolare attraverso i telescopi (come un 120mm di apertura), ma in realtà ha molto più in comune con le galassie lenticolari, che con le ellittiche in senso stretto. Dista dalla Via Lattea circa 32 milioni di anni-luce.